# 기해박해
기해박해(己亥迫害)는 조선 후기 1839년(기해년, 헌종 5년)에 발생한 천주교 탄압을 말한다.

## 배경
순조의 수렴청정을 행하던 정순왕후가 주도한 신유박해(1801년)로 천주교의 교세가 크게 위축되었다. 그러나 1805년 정순왕후가 죽은후 교세는 다시 회복되어갔다. 정권을 잡은 안동김씨 문중에는 천주교인이 많은 관계로 천주교에 대해 관대했기 때문이다. 
교황 그레고리오 16세는 1831년 9월 9일 천주교 조선대목구를 설정하여 독립된 교구가 탄생하였다. 그리고, 서양인 천주교 신부로서는 처음으로 파리 외방전교회 소속 신부 피에르 모방(1836년)과 자크 샤스탕(1836년), 주교 로랑마리조제프 앵베르(1837년) 등이 들어와서 천주교의 교세가 회복되고 신도는 증가되어 갔다. 이에 놀란 조정에서는 다시 박해 의논이 일어났고, 드디어 1839년(헌종 5년)에 제2차 박해를 전개하였다.

## 경과
당시 조정에서는 헌종의 할머니 명경대왕대비 김씨(순원왕후)를 중심으로 한 안동 김씨에 대립하여 헌종의 모후인 효유왕대비 조씨(신정왕후)의 척족 풍양 조씨의 벽파가 새로 등장하면서 무자비한 박해 선풍이 휘몰아쳐 3인의 서양인 천주교 신부를 비롯한 119명의 천주교인이 투옥·처형되었다. 그리고 이 사건을 계기로 1846년, 프랑스는 조선에게 기해박해 때 처형된 프랑스 신부들에 대해 항의하는 글이 전해졌고, 이듬해 글에 대한 답서를 받기 위해 700명을 실은 프랑스 군함이 충청도의 고군산도로 향했으나 도중에 군함이 좌초당했다. 고군산도에 머문 프랑스 군대는 관리에게 공손히 도움을 청하였고, 그 결과 상해에서 삯낸 배가 그들을 싣고 떠날 때까지 조선 측은 생필품을 제공하는 등, 구호를 다하였다.
당시 조정에서는 서세동점 곧 서양의 동방에서의 세력진출을 막자는 생각이 중요한 과제로 등장되었고, 따라서 서양종교인 천주교에 대한 박해와 살육도 무자비하였다. 이 사건을 계기로 헌종은 사학(邪學)을 배척한다는 뜻의 척사윤음을 내리고, 한 집에서 천주교 신자가 나오면 나머지 네 집도 처벌하도록 하여, 백성들이 서로 감시케 한 오가작통법을 강화하여 천주교에 대한 탄압을 계속했다.

## 순교자 명단
| 번호 | 이름 및 세례명 | 신분   | 순교일 및 순교 동기    |
| ---- | -------------- | ------ | ---------------------- |
| 2    | 정하상 바오로  | 신학생 | 1839년 9월 22일 참수형 |

## 같이 보기
- 척사윤음
- 오가작통법
- 외교적 보호